# Robert Martinek
Robert Martinek (2 de febrero de 1889 - 28 de junio de 1944) fue un general austríaco que sirvió en la Wehrmacht de la Alemania Nazi durante la Segunda Guerra Mundial. Fue condecorado con la Cruz de Caballero de la Cruz de Hierro con Hojas de Roble.
Oficial de artillería del Ejército austrohúngaro en la Primera Guerra Mundial, Martinek continuó sirviendo con el Bundesheer austríaco durante el periodo de entreguerras. 

## Biografía
Martinek nació el 2 de febrero de 1889 en Gratzen (ahora Nové Hrady, República Checa), donde su padre era un cervecero. Alistado en el ejército de Austria-Hungría en 1907, fue promovido a Leutnant en 1910, Oberleutnant en 1914, y Hauptmann en 1917 por su destacada valentía. Sirviendo en el Bundesheer después de la I Guerra Mundial, enseñó (y durante la década de 1930, dirigió) en la Escuela de Artillería Austríaca, alcanzando el rango de Oberst para el tiempo del Anschluss. En el servicio austríaco, realizó una serie de innovaciones de artillería, incluyendo nuevos métodos de rango y disparo así como un sistema de ajuste de visor.
Durante la II Guerra Mundial, comandó la 267.ª División de Infantería desde el 5 de noviembre de 1941, y la 7.ª División de Montaña durante 1942. Estuvo al mando de la concentración de artillería pesada en el sitio de Sebastopol como el más alto comandante de la artillería de reserva del 11.º Ejército, que jugó un papel clave en la reducción de las fortificaciones de la estratégica ciudad portuaria. El 1 de diciembre de 1942 Martinek tomó el mando del XXXIX Cuerpo Panzer, siendo promovido simultáneamente a Generalleutnant. Fue de nuevo promovido a General der Artillerie en el Día de Año Nuevo de 1943. Por liderar el cuerpo en la retirada hacia el este de Bielorrusia, se le concedió la Cruz de Caballero de la Cruz de Hierro con Hojas de Roble el 10 de febrero de 1944.
En junio de 1944, el XXXIX Cuerpo Panzer fue asignado al Grupo de Ejércitos Centro en la RSS Bielorrusa. Las fuerzas soviéticas lanzaron su ofensiva de verano, la Operación Bagration, el 23 de junio; el cuerpo de Martinek fue rápidamente flanqueado. Martinek murió en un ataque aéreo el 28 de junio cerca de Berezino.
Sus notas sobre la I Guerra Mundial fueron publicadas como Kriegstagebuch eines Batterie-Kommandanten 1914-1918 en 1976; también fue objeto de un libro por Erich Dethleffsen.

## Condecoraciones
- Cruz de Hierro (1939) 2ª Clase (25 de septiembre de 1939) & 1ª Clase (20 de mayo de 1940)[3]
- Cruz Alemana en Oro el 21 de marzo de 1943 como comandante del XXXIX Cuerpo Panzer[4]
- Cruz de Caballero de la Cruz de Hierro con Hojas de Roble
  - Cruz de Caballero el 26 de diciembre de 1941 como comandante de la 267.ª División de Infantería[5]
  - Hojas de Roble el 10 de febrero de 1944 como comandante del XXXIX Cuerpo Panzer[6]